# Махлинец (река)
Махлинец (укр. Махлинець) — река в Стрыйском районе Львовской области, Украина. Левый приток реки Креховка (бассейн Днестра).
Длина реки 14 км, площадь бассейна 21,3 км². Река преимущественно равнинного типа. Пойма двусторонняя, достаточно широкая. Русло слабоизвилистое, на некоторых участках выпрямленное, есть перекаты.
Берёт начало в лесном массиве восточнее села Лотатники. Течёт преимущественно на восток. Протекает через юго-восточную часть села Махлинец. Впадает в реку Креховка на западной окраине села Крехов.